# Gilruthia
Gilruthia é um género botânico pertencente à família Asteraceae.